# Canton de Portes-lès-Valence
Le canton de Portes-lès-Valence est une ancienne division administrative française située dans le département de la Drôme en région Rhône-Alpes, dans l'arrondissement de Valence.

## Composition
| Nom                            | Code Insee | Intercommunalité        | Superficie (km2) | Population (dernière pop. légale) | Densité (hab./km2) |
| ------------------------------ | ---------- | ----------------------- | ---------------- | --------------------------------- | ------------------ |
| Portes-lès-Valence (chef-lieu) | 26252      | CA Valence Romans Agglo | 14,43            | 9 973 (2014)                      | 691                |
| Beaumont-lès-Valence           | 26037      | CA Valence Romans Agglo | 17,61            | 3 662 (2014)                      | 208                |
| Beauvallon                     | 26042      | CA Valence Romans Agglo | 3,12             | 1 564 (2014)                      | 501                |
| Étoile-sur-Rhône               | 26124      | CA Valence Romans Agglo | 42,79            | 5 287 (2014)                      | 124                |
| Montéléger                     | 26196      | CA Valence Romans Agglo | 9,45             | 1 774 (2014)                      | 188                |

## Histoire
Le canton a été créé en 1973 par la scission des anciens cantons de Valence-Nord et Valence-Sud.

## Administration
| Période | Période          | Identité          | Étiquette    | Qualité                                                                                             |
| ------- | ---------------- | ----------------- | ------------ | --------------------------------------------------------------------------------------------------- |
| 1973    | 1982             | Gabriel Coullaud  | PCF          | Cheminot Maire de Portes-lès-Valence (1946-1978) Ancien conseiller général du canton de Valence-Sud |
| 1982    | 2006 (démission) | Jean-Guy Pinède   | PCF puis DVG | Professeur Maire de Portes-lès-Valence (1978-2001)                                                  |
| 2006    | 2015             | Marie-Josée Faure | PS           | Maire de Beauvallon (2001-2014)                                                                     |

Note : Jean-Guy Pinède doit démissionner après sa condamnation pour délit de favoritisme, une élection partielle a lieu le 12 février 2006

## Démographie
| 1975   | 1982   | 1990   | 1999   | 2006   | 2011   | 2012   |
| ------ | ------ | ------ | ------ | ------ | ------ | ------ |
| 13 182 | 15 947 | 17 357 | 19 034 | 20 847 | 21 563 | 21 821 |